# Hein Otterspeer
Hein Otterspeer (* 11. November 1988 in Gouda) ist ein niederländischer Eisschnellläufer.

## Werdegang
Otterspeer debütierte im Eisschnelllauf-Weltcup zu Beginn der Saison 2010/11 in Heerenveen und belegte dabei den zweiten Platz im B-Weltcup über 500 m und den 13. Rang im A-Weltcup über 1000 m. In der folgenden Saison kam er im A-Weltcup fünfmal unter die ersten zehn, darunter Platz zwei über 500 m in Heerenveen. Bei den niederländischen Meisterschaften 2012 wurde er Zweiter im Sprint-Mehrkampf. Im Januar 2012 errang er bei der Sprintweltmeisterschaft in Calgary den siebten Platz. Zum Saisonende belegte er bei den Einzelstreckenweltmeisterschaften 2012 in Heerenveen den sechsten Rang über 1000 m. Zu Beginn der Saison 2012/13 gewann er bei den niederländischen Meisterschaften im Sprint-Mehrkampf und im 2 × 500-m-Lauf jeweils die Bronzemedaille und über 1000 m die Silbermedaille. Im Weltcup holte er über 1000 m in Nagano und in Calgary seine ersten Weltcupsiege. Zudem belegte er über diese Distanz einmal den zweiten und einmal den dritten Platz und erreichte zum Saisonende den dritten Platz im Gesamtweltcup über 1000 m. Bei der Sprintweltmeisterschaft 2013 in Salt Lake City gewann er die Bronzemedaille. In der Saison 2014/15 erreichte er im Weltcup zehn Top-Zehn-Platzierungen, darunter zwei dritte Plätze über 1000 m und errang damit den siebten Platz im Gesamtweltcup über 1000 m. Außerdem wurde er im Januar 2015 niederländischer Meister im Sprint-Mehrkampf. Im Februar 2015 belegte er bei den Einzelstreckenweltmeisterschaften 2015 in Heerenveen den fünften Platz über 1000 m und den vierten Rang im 2 × 500-m-Lauf und holte bei der Sprintweltmeisterschaft 2015 in Astana die Silbermedaille. Nach zwei Podestplatzierungen im B-Weltcup zu Beginn der Saison 2015/16, kam er in den Einzelrennen im A-Weltcup dreimal unter die ersten Zehn. Im Teamsprint in Salt Lake City wurde er Dritter. In der Saison 2017/18 erreichte er jeweils mit zwei zweiten und dritten Plätzen und einen ersten Platz den zweiten Rang im Weltcup über 500 m. Bei den Europameisterschaften 2018 in Kolomna wurde er Achter über 1000 m.

## Persönliche Bestzeiten
- 500 m      34,36 s (aufgestellt am 3. Dezember 2021 in Salt Lake City)
- 1000 m    1:06,95 min (aufgestellt am 5. Dezember 2021 in Salt Lake City)
- 1500 m    1:47,68 min (aufgestellt am 9. Oktober 2016 in Inzell)
- 3000 m    4:04,11 min (aufgestellt am 20. Oktober 2007 in Erfurt)
- 5000 m    7:14,47 min (aufgestellt am 24. November 2007 in Eindhoven)

## Weltcupsiege im Einzel
| Nr. | Datum             | Ort                 | Disziplin |
| --- | ----------------- | ------------------- | --------- |
| 1.  | 9. Dezember 2012  | Nagano              | 1000 m    |
| 2.  | 20. Januar 2013   | Calgary             | 1000 m    |
| 3.  | 17. März 2018     | Minsk               | 500 m     |
| 4.  | 14. November 2021 | Tomaszów Mazowiecki | 1000 m    |
| 5.  | 11. Dezember 2022 | Calgary             | 1000 m    |
| 6.  | 12. Februar 2023  | Tomaszów Mazowiecki | 1000 m    |